# Жинжин, Андрей Владимирович
Андрей Владимирович Жинжин, также известный под псевдонимом Жинжин или Жин-Жин (22 августа 1966 года — 3 ноября 2008 года) — российский музыкант и автор песен.

## Биография
Место рождения музыканта г. Ухта. Сам Жинжин в одном из интервью заявил, что родился в самолёте, совершавшем рейс по маршруту Москва — Ухта (мать летела из Вильнюса с пересадкой в Москве). 7 лет учился по классу фортепиано, в 1981-м году окончил музыкальную школу (ДМШ №1, г. Ухта) на отлично. Уже тогда начал сочинять музыку. Работал менеджером фармацевтической компании в Москве, фотографом в фотоателье.
Жинжин известен своими песнями «Снегом стать», «Знаешь», «Легко», «К тебе». В 2001 году он выпустил свой единственный альбом «Снегом стать». На диске была одноимённая песня, которая пробилась в хит-парады многих радиостанций и продержалась там долгое время. Сам музыкант не раз говорил, что ни копейки не заплатил за появление этого хита на московских радиостанциях, хотя поначалу, как это часто бывает, песню никто не хотел выпускать в эфир. Музыкальный талант Жинжина по достоинству оценили в Швеции, где он был принят в Шведское музыкальное художественное общество.
В 2001 году выдвигался на антипремию Серебряная калоша в номинации «Именем года» — за отречение от своих настоящих имени и фамилии, однако был снят с номинации, так как оказалось, что Жинжин — настоящая фамилия.
В 2004 году исполнил свою песню «Недолюбили», а в 2005 году исполнил ещё одну свою песню «Зимнее кино».
Между 2005 и 2008 годом исполнил свою песню «Уходим на время».
В 2005 году Жинжин был одним из претендентов на участие в Евровидении. Однако по каким-то причинам не дошёл до предварительного отборочного голосования. В Киев он собирался ехать с песней «In The Sky».
Андрей Жинжин умер у себя в квартире 3 ноября 2008 года после продолжительной болезни. У Жинжина был установлен гематологический диагноз — прогрессирующая истинная полицитемия, которая привела к развитию лейкоза и лёгочной гипертензии. Об этом сообщил Сергей Сашин, автор слов, в комментариях к видео "Семь миров" на своем YouTube-канале "Serge Sashin". Похоронен на кладбище Крохаль в г. Ухте. Ошибочно приписывают захоронению Николо-Архангельское кладбище в г. Москве.

## Дискография
- «Снегом стать» (2001)